# 李瑾
李 瑾（り きん、474年 - 538年）は、北魏から東魏にかけての官僚・軍人。字は伯瓊。本貫は趙郡柏人県。李元忠の従兄。

## 経歴
李悦祖（李霊の子の李恢の子）の子として生まれた。太和年間、奉朝請に任じられた。後に高邑伯の爵位を嗣いだ。広陽王元嘉の下で司徒集曹参軍、高陽王元雍の下で太尉長流参軍、清河王元懌の下で太尉記室参軍を歴任した。後に中堅将軍・歩兵校尉に任じられた。葛栄が河北で反乱を起こすと、李瑾は持節・兼吏部郎中・東北道弔慰大使に任じられて、冀州に向かった。葛栄の包囲を受けたため、防城都督となって防戦を指揮した。冀州の州城が陥落すると、李瑾は逃走して難を逃れた。528年（永安元年）、左将軍・太中大夫・殷州大中正の任を受けた。後に衛将軍・右光禄大夫・太尉諮議参軍に転じた。
534年（天平元年）、車騎将軍・大司農卿に任じられた。李瑾は学問を好んで、老いても倦まなかった。538年（元象元年）秋、死去した。享年は65。使持節・都督定瀛殷三州諸軍事・驃騎大将軍・司徒公・定州刺史の位を追贈された。

## 子女
- 李景威（後嗣、東魏の末年に西汝陰郡太守、北斉の初年に降封された）
- 李某（次子、名不詳、父に従って葛栄の乱の討伐に参加し戦死した）
- 李氏（韋融の妻）

## 伝記資料
- 『魏書』巻49 列伝第37
- 『北史』巻33 列伝第21